# Ettore Giuria
Ettore Giuria (Modena, 2 settembre 1865 – Reggio nell'Emilia, 16 dicembre 1950) è stato un militare e politico italiano.